# Осада Парижа (1590)
Осада Парижа — осада Парижа в 1590 году во время Восьмой (и последней) Религиозной войны во Франции («Войны трёх Генрихов»), когда французская королевская армия под командованием Генриха Наваррского, при поддержке гугенотов, не смогла захватить город у Католической лиги. Осада была завершена с подходом испанских войск под командованием дона Алессандро Фарнезе, герцога Пармского.

## Предпосылки
После решающей победы над католическими силами под командованием герцога Майеннского и Карла Гиза, герцога Омальского, в битве при Иври 14 марта 1590 года, Генрих Наваррский продвинулся со своими войсками к своей главной цели — Парижу, завладение которым позволило бы ему подтвердить свои оспариваемые притязания на французский трон. Париж в то время был крупным укрепленным городом с населением в 200 000—220 000 человек.

## Осада
7 мая армия Генриха окружила город, блокировала его и сожгла ветряные мельницы для прекращения продовольственного снабжения от Парижа. Генрих в этот момент располагал только 12 000-13 000 солдат, перед лицом врага в составе 30 000-50 000 человек. В связи с ограниченным количеством тяжелой осадной артиллерии, имевшейся в распоряжении Генриха, он мог рассчитывать только на то, что Париж будет вынужден сдаться от голода. Оборона города была передана в руки молодого Карла Эммануила, герцога Немурского.
Генрих расположил свою артиллерию на холмах Монмартра и оттуда бомбардировал город. В июле его силы увеличились до 25 000 человек, и к августу он взял под контроль все отдаленные пригороды города. Генрих пытался вести переговоры о капитуляции Парижа, но его условия были отвергнуты, и осада продолжалась.
30 августа до города дошли новости, что испано-католическая армия под командованием Алессандро Фарнезе, герцога Пармского движется к Парижу. Герцог Пармский и его войска везли городу провиант, и после провала финального штурма Генрих прервал осаду и отступил. По разным оценкам, около 40 000-50 000 горожан умерли во время осады, большинство от голода.

## Последствия
После повторных неудачных попыток взять Париж Генрих IV перешел в католичество и, как считается, сказал, что «Париж стоит мессы». Измученные парижане потребовали от лидеров Католической лиги прекратить конфликт, когда её лидеры не сложили оружия даже после принятия Генрихом католичества. Париж ликующе приветствовал бывшего протестанта Генриха Наваррского в 1593 году, и он был провозглашен королем Франции. Позднее он издал Нантский эдикт в попытке положить конец религиозной розни, которая разрывала страну на части.